# Ju Moraes
Juliana de Almeida Moraes (Salvador, 21 de novembro de 1985) mais conhecida por Ju Moraes é uma cantora brasileira que tornou-se conhecida nacionalmente ao participar da 1ª temporada do The Voice Brasil.

## Biografia
Ju começou a cantar ainda criança. Aos 10 anos de idade, em uma festa de sua escola, em Berimbau, na Bahia, fez seu primeiro show. Aos 18 anos já apresentava-se em bares da capital baiana. Graduou em Direito em 2009 e, logo em seguida, foi aprovada no exame da OAB, mas não quis seguir na profissão. Ju Moraes foi uma das participantes do reality show musical The Voice Brasil no ano de 2012 no time de Claudia Leitte. Ela chegou até a final da edição que foi vencida por Ellen Oléria. A cantora teve uma banda chamada Samba D’Ju, mas desde 2012 segue como cantora solo. Toca violão, ukulele e pandeiro e é torcedora declarada do Esporte Clube Bahia.
Além de Claudia Leitte, Ju também já se apresentou ao lado de Ivete Sangalo, Saulo Fernandes e Tatau.
Em outubro de 2013, Ju assinou contrato com a gravadora Universal Music, onde lançou alguns discos e DVDs.
Em 2014 veio o tão esperado DVD, intitulado Em Cada Canto Um Samba, com 10 faixas, incluindo o primeiro single da cantora, "Na Palma da Mão". Em 2019 lançou o EP Samba, Reggae e Outras Vibes.
Desde 2021, Ju integra o coletivo de samba feminino Sambaiana junto com Marília Sodré, Rayra Mayara, Grace Profeta, Marcinha BB e Lalá Evangelista.

## Discografia

### Álbuns
| Álbum                  | Detalhes                                                                                              | Vendas      |
| ---------------------- | --- | ----------- |
| Em Cada Canto Um Samba | - Lançamento: 22 de abril de 2014 - Formatos: CD, DVD, download digital - Gravadora: Universal Music  | - : + 3.000 |
| Sabor Brasileiro       | - Lançamento: 06 de fevereiro de 2017 - Formatos: CD, DVD, download digital - Gravadora: Independente |             |

### DVD's
| DVD                    | Detalhes                                                                                              | Vendas      |
| ---------------------- | --- | ----------- |
| Em Cada Canto Um Samba | - Lançamento: 22 de abril de 2014 - Formatos: CD, DVD, download digital - Gravadora: Universal Music  | - : + 3.000 |
| Sabor Brasileiro       | - Lançamento: 06 de fevereiro de 2017 - Formatos: CD, DVD, download digital - Gravadora: Independente |             |

### Singles
| Título                                              | Ano  | Melhores posições | Melhores posições | Álbum                          |
| Título                                              | Ano  | BRA               | BRA Pop           | Álbum                          |
| --------------------------------------------------- | ---- | ----------------- | ----------------- | ------------------------------ |
| "Na Palma da Mão"(ft. Saulo Fernandes)              | 2013 | —                 | —                 | Em Cada Canto Um Samba         |
| "Aquela"                                            | 2014 | —                 | —                 | Em Cada Canto Um Samba         |
| "Samba Rock Com Dendê" (ft. Claudia Leitte)         | 2014 | —                 | —                 | Em Cada Canto Um Samba         |
| "A Menina Dança"                                    | 2014 | —                 | —                 | Em Cada Canto Um Samba         |
| "Em Cada Canto Um Samba"                            | 2014 | —                 | —                 | Em Cada Canto Um Samba         |
| "Colar de Guia"                                     | 2014 | —                 | —                 | Em Cada Canto Um Samba         |
| "Todavia" (ft. Carlinhos Brown)                     | 2014 | —                 | —                 | Em Cada Canto Um Samba         |
| "Vai"                                               | 2014 | —                 | —                 | Em Cada Canto Um Samba         |
| "Mulher no Samba"                                   | 2014 | —                 | —                 | Em Cada Canto Um Samba         |
| "Exclusivo"                                         | 2015 | —                 | —                 | Sabor Brasileiro               |
| "Sabor Brasileiro" (ft. Xanddy e Harmonia do Samba) | 2015 | —                 | —                 | Sabor Brasileiro               |
| "Juntos"                                            | 2017 | —                 | —                 | TBA                            |
| "Se o Mundo Soubesse"                               | 2017 | —                 | —                 | TBA                            |
| Chegue Chegando                                     | 2018 | —                 | —                 | EP Samba Reggae e Outras Vibes |
| Demorô feat Marcia Short                            | 2018 | —                 | —                 | EP Samba Reggae e Outras Vibes |
| Brilhando Feito Estrela                             | 2018 | —                 | —                 | EP Samba Reggae e Outras Vibes |
| Que Me Queira                                       | 2018 | —                 | —                 | EP Samba Reggae e Outras Vibes |
| O Samba Tem Poder feat Ivete Sangalo                | 2019 | —                 | —                 | EP Samba Reggae e Outras Vibes |
| Mágica                                              | 2019 | —                 | —                 | Ju                             |
| Vai                                                 | 2019 | —                 | —                 | Ju                             |
| "Num Belo Altar" (com Karla da Silva)               | 2020 | —                 | —                 | TBA                            |
| "Essa Minha Canção"                                 | 2021 | 36                | 1                 | TBA                            |
| "Talvez" (ft. Gabriel Elias)                        | 2022 | 84                | 3                 | TBA                            |
| "É a sua Fé"                                        | 2022 | 70                | 1                 | TBA                            |
| "Aí Vou Dizer"                                      | 2022 | 57                | 2                 | TBA                            |